# Wohnhof Friedrich-Senger-Platz

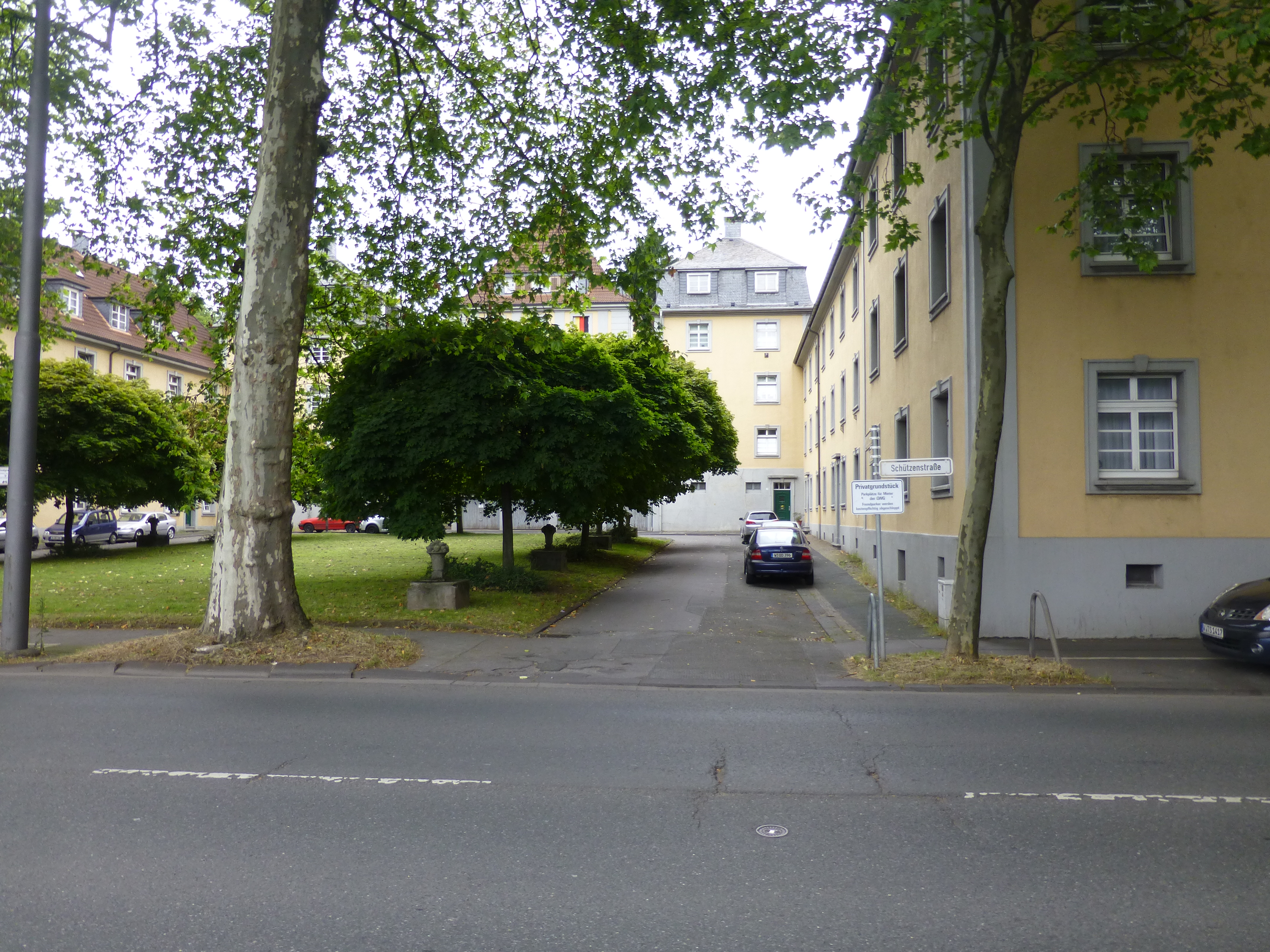
Wohnhof Friedrich-Senger-Platz

Die Wohnhof Friedrich-Senger-Platz (ältere Bezeichnung Siedlung Schützenstraße) ist eine Wohnsiedlung im Stadtteil Barmen in der bergischen Großstadt Wuppertal in Nordrhein-Westfalen.

## Baubeschreibung
Der Wohnhof Friedrich-Senger-Platz liegt im Stadtbezirk Barmen im Wohnquartier Sedansberg und besteht aus fünf Gebäuden die U-förmig angeordnet sind. Die Benennung des Platzes nach dem SPD-Stadtverordneten (1931–1933) und Widerstandskämpfer Friedrich Senger erfolgte zum 100. Geburtstag Sengers am 18. Juni 1986.
Die beiden Seiten des Hofes bilden die jeweils der Wohnblock Schützenstraße 35, Friedrich-Senger-Platz 14 und 16 sowie den Wohnblock Schützenstraße 41, Friedrich-Senger-Platz 4 und 6, jeweils mit einem Walmdach. Den Abschluss bildet eine Dreiergruppe bestehend aus den Häusern Friedrich-Senger-Platz 12 und 8, und etwas nach Norden zurückgesetzt das viergeschossige Mehrfamilienhaus Friedrich-Senger-Platz 10 mit einem quadratischen Grundriss und einem Pyramidendach. Die beiden Häuser Friedrich-Senger-Platz 12 und 8 haben ebenfalls einen quadratischen Grundriss und einen höheren Kellergeschosssockel und Mansardenwalmdach.
Die dreigeschossigen Wohnblöcke wurden mit einer beigefarbene Putzfassade versehen, und die Fensterzargen und Außenkanten wurden mit grauer Farbe abgesetzt. Die Walmdächer sind mit durchlaufenden Dachgaubenbändern versehen. Das U-förmige Gebäudeensemble öffnet sich zur Schützenstraße hin in südlicher Richtung.

## Geschichte
Die Wohnsiedlung wurde in den Jahren 1926 bis 1927 vom Hochbauamt Barmen nach einem einheitlichen Gesamtentwurf erbaut, der typisch für gemeinnützige Wohnanlagen der 1920er Jahre ist.
Am 21. August 1984 wurde der Wohnhof als Baudenkmal anerkannt und die Gebäude Friedrich-Senger-Platz 4, 6, 8, 10, 12 und 16 sowie Schützenstraße 35 und 41 unter einer Denkmalsnummer in die Denkmalliste der Stadt Wuppertal eingetragen. Die Unterschutzstellung erstreckt sich neben den Gebäuden auch auf der vorgelagerten Grünfläche. Ausgenommen vom Denkmalschutz ist der nachträglich erstellter Garagenvorbau vor dem Mehrfamilienhaus Friedrich-Senger-Platz 10.